# Tapinanthus
Tapinanthus é um género botânico pertencente à família Loranthaceae.